# Everhard von Vechtorp
Everhard von Vechtorp († 1. September 1391) war Dompropst im Bistum Münster.

## Leben
Everhard war zunächst Domherr in Münster und auch Propst am Alten Dom. Seinen Eid als Dompropst leistete er am 24. Juli 1353. Wegen Ungehorsamkeit gegenüber dem Bischof Ludwig wurde er am 16. August 1356 exkommuniziert und suspendiert. Da Everhard sich diesem Beschluss widersetzte, weiterhin durch seine Anhänger Einkünfte eintreiben ließ und auch – entgegen dem Kapitelstatut – keinen Kellner zur Vermögensverwaltung einsetzte, befahl der Bischof mehreren Pastoren, diese Personen als Exkommunizierte zu behandeln. Nicht nur Everhard, sondern auch noch viele andere Dompröpste – wie Otto III. von Bentheim – nahmen unberechtigte Vermögenseingriffe vor. Als Folge dieser Entwicklung wurden 1370 vom Domkapitel die Bestimmungen verschärft, so dass die Bedeutung der Dompropstei erheblich geschmälert wurde.
Everhard hat sein Domkanonikat weiter behalten und war in den folgenden Jahren auch als Pfarrer in Groenlo tätig.